# 為食台
為食台（英語：Food）是香港電視廣播有限公司旗下一條飲食資訊頻道。

## 歷史與發展

2010年-2017年台徽

2010年9月24日，該頻道以「無綫為食台」和分別作為中文和英文的頻道名稱正式開播，同時正式透過無綫收費電視使用第3/203頻道收看和now寬頻電視的無綫收費電視特選組合第803頻道播出。
2013年4月29日，該頻道中文名稱「無綫為食台」更名為「為食台」。
2015年12月29日起，本頻道於節目宣傳片中被旁白簡稱為「為食台」，但頻道統稱：「TVB為食台」依舊不變。
2017年4月1日起，因應無綫網絡電視交還收費電視牌照，包括本頻道在內的所有收費頻道台徽都有改動，原無綫收費電視圓形三色Logo被改為TVB商標。
2019年1月16日起，包括本頻道在內的所有TVB收費頻道台徽都被取消，畫面右上的原有台徽被改為myTV SUPER商標，廣告時段節目預告和呼號畫面更全被取消。
2022年4月11日起，該頻道終止播映。

## 節目
本頻道涵蓋中、西、日、韓、東南亞美食，主要重播過去在翡翠台、J2播放過的自製節目，也會播放外購飲食節目。

## 啟播
無綫為食台啟播典禮邀請了有「大胃王」之稱的小林尊到場，而且舉行了「勁食比賽」。小林尊更在《新派煮意》及《覓食四方》的首數集作嘉賓。

### 啟播節目
| 節目       | 主持                        | 啟播日期      | 播放時間                        | 製作   |
| 新派煮意   | 張本立 麥潔兒               | 2010年9月24日 | 星期一至五20:00 星期一至五23:30 | 香港   |
| 星級廚房   | 周 中 杉內馨                | 2010年9月24日 | 星期一至五21:00                 | 香港   |
| 覓食四方   | 盧覓雪                      | 2010年9月25日 | 星期六20:00 星期六23:30         | 香港   |
| 甜心先生   | 黃耀文 呂德輝               | 2010年9月26日 | 星期日20:00 星期日23:30         | 香港   |
| 食尚玩家   | 鍾欣愉 陳秉立 謝炘昊        | 2010年9月24日 | 星期一至五18:00 星期一至五20:00 | 臺灣   |
| 三菜一湯   | 曾國城                      | 2010年9月26日 | 星期日19:00 星期日22:30         | 新加坡 |
| 蘇GOOD     | 蘇施黃                      | 2010年9月25日 | 星期六19:00 星期六20:30         | 香港   |
| 名人飯堂   | 陳百祥 羅家英 吳君如 葉樹堃 | 2010年9月24日 | 星期五19:00 星期五22:30         | 香港   |
| 美女廚房   | 鄭中基 方力申 梁漢文        | 2010年9月25日 | 星期六18:00 星期日00:00         | 香港   |
| 近廚得食   | 黃德如 余健志               | 2010年9月25日 | 星期六20:30 星期日20:30         | 香港   |
| 日日有食神 | 梁文韜                      | 2010年9月27日 | 星期一19:00 星期一20:30         | 香港   |
| 蔡瀾嘆世界 | 蔡 瀾                       | 2010年9月30日 | 星期四19:30 星期四20:30         | 香港   |
| 為食救兵   | 謝天華 謝 寧                | 2011年2月4日  | 星期五21:30 星期五00:30         | 香港   |